# Црква Светог Преображења у Славковици
Црква Светог Преображења у Славковици је саграђена 1875. године. Припада Епархији ваљевској Српске православне цркве и представља непокретно културно добро као споменик културе од великог значаја.

## Историја
У цркви у Славковици код Љига, у подножју Сувоборског Рајца налазе се иконе на дрвету рад докмирске школе из 1820. године. У засеоку Иконић, на око 2 км од центра села налази се манастир посвећен Ваведењу Пресвете Богородице, задужбина краља Милутина. У њему су пронађени саркофази за које се претпостављало да су деспота Ђурђа Бранковића и његове жене Јерине, али по резултатима археолошких истраживања у питању су неколико векова старији налази. Оставши у народном поимању у рушевинама, иста се још увек назива Црквина.